# Вулиця Луки Долинського
Ву́лиця Луки́ Доли́нського — вулиця в Подільському районі міста Києва, місцевість Селище Шевченка. Пролягає від Золочевського провулку до вулиці Косенка.
Прилучаються Золочевська та Канівська вулиці.

## Історія
Вулиця виникла в середині XX століття під назвою 426-та Нова вулиця. З 1944 року носила назву Кареловська або Карелівська, на честь Керелівки, нині Шевченкове, рідного села Тараса Шевченка (вулиця знаходиться на території Селища Шевченка) . 
Сучасна назва на честь українського живописця Луки Долинського — з 2022 року.